# Luigi Del Bianco
Luigi Del Bianco (Le Havre, 9 maggio 1892 – New York, 20 gennaio 1969) è stato uno scultore italiano, naturalizzato statunitense, che ebbe un ruolo determinante nella realizzazione del complesso scultoreo del Mount Rushmore National Memorial, nel Sud Dakota.

## Biografia
Originario di Meduno, in provincia di Pordenone, nel 1908, appena diciassettenne, si stabilì a Port Chester, nello stato di New York, dopo aver conseguito diversi anni di praticantato a Vienna e a Venezia come apprendista scalpellino. A partire dal 1921 entrò a far parte del gruppo di lavoro che faceva capo a Gutzon Borglum; a quest'ultimo fu affidato il compito di realizzare il complesso scultoreo del Monte Rushmore, nel massiccio montuoso delle Black Hills e, nel fare ciò, si servì delle abilità di Del Bianco, da lui stesso nominato capo-scultore del progetto nel 1933.
I due furono i principali coordinatori del progetto (Borglum come designer, Del Bianco come capo-esecutore), un'impresa che li avrebbe tenuti impegnati dal 1933 al 1941, anno in cui Borglum morì. In particolare, Luigi Del Bianco fu il solo che si occupò personalmente dell'occhio sinistro del volto di Abraham Lincoln nonché dei lineamenti del volto di Thomas Jefferson.
Dopo aver partecipato a numerosi altri lavori scultorei, specie a Port Chester, e aver fatto anche ritorno in Italia, lo scultore, che aveva acquisito la cittadinanza statunitense morì a New York, nel 1969, a causa della silicosi.